# Arne Domnérus
Arne Domnérus (Solna, 20 dicembre 1924 – 2 settembre 2008) è stato un sassofonista e clarinettista svedese di musica jazz, conosciuto soprattutto per le sue registrazioni svedesi con artisti jazz come James Moody, Art Farmer e Clifford Brown. Ha inoltre suonato con Charlie Parker all'epoca del suo tour in Svezia nel 1950. Domnérus ha lavorato con la Swedish Radio Big Band dal 1956 al 1978, e negli ultimi tempi aveva scritto per la televisione e per il cinema. Ha inoltre suonato in varie registrazioni assieme a Bengt Hallberg: tra le più note si ricorda l'album dal vivo Jazz at the Pawnshop del 1977.